# Síla lidskosti – Nicholas Winton
Síla lidskosti – Nicholas Winton je česko-slovenský dokumentární film z roku 2002 o Nicholasi Wintonovi, který v předvečer druhé světové války zorganizoval záchrannou misi 669 dětí z Němci okupovaného Československa. Režiséra Mateje Mináče inspirovalo setkání s Wintonem při přípravě filmu Všichni moji blízcí.

## Ocenění
- Nejlepší dokumentární film - Mezinárodní ceny Emmy (2002)
- Audiovizuální ceny Trilobit (2002)
- Cena slovenské filmové kritiky IGRIC (2002)
- Cena Christopher za film, který potvrzuje nejvyšší hodnoty lidského ducha (2006)